# Malta Song for Europe
Malta Song for Europe was van 1996 tot 2008 de Maltese voorronde van het Eurovisiesongfestival.

## Lijst van winnaars
| Jaar | Artiest           | Lied                  |
| ---- | ----------------- | --------------------- |
| 1996 | Miriam Christine  | In a woman's heart    |
| 1997 | Debbie Scerri     | Let me fly            |
| 1998 | Chiara            | The one that I love   |
| 1999 | Times Three       | Believe 'n peace      |
| 2000 | Claudette Pace    | Desire                |
| 2001 | Fabrizio Faniello | Another summer night  |
| 2002 | Ira Losco         | 7th wonder            |
| 2003 | Lynn Chircop      | To dream again        |
| 2004 | Julie & Ludwig    | On again... Off again |
| 2005 | Chiara            | Angel                 |
| 2006 | Fabrizio Faniello | I do                  |
| 2007 | Olivia Lewis      | Vertigo               |
| 2008 | Morena            | Vodka                 |

Voor de uitslagen van Malta op het Eurovisiesongfestival, zie Malta op het Eurovisiesongfestival.